# Lighthouse (Århus)

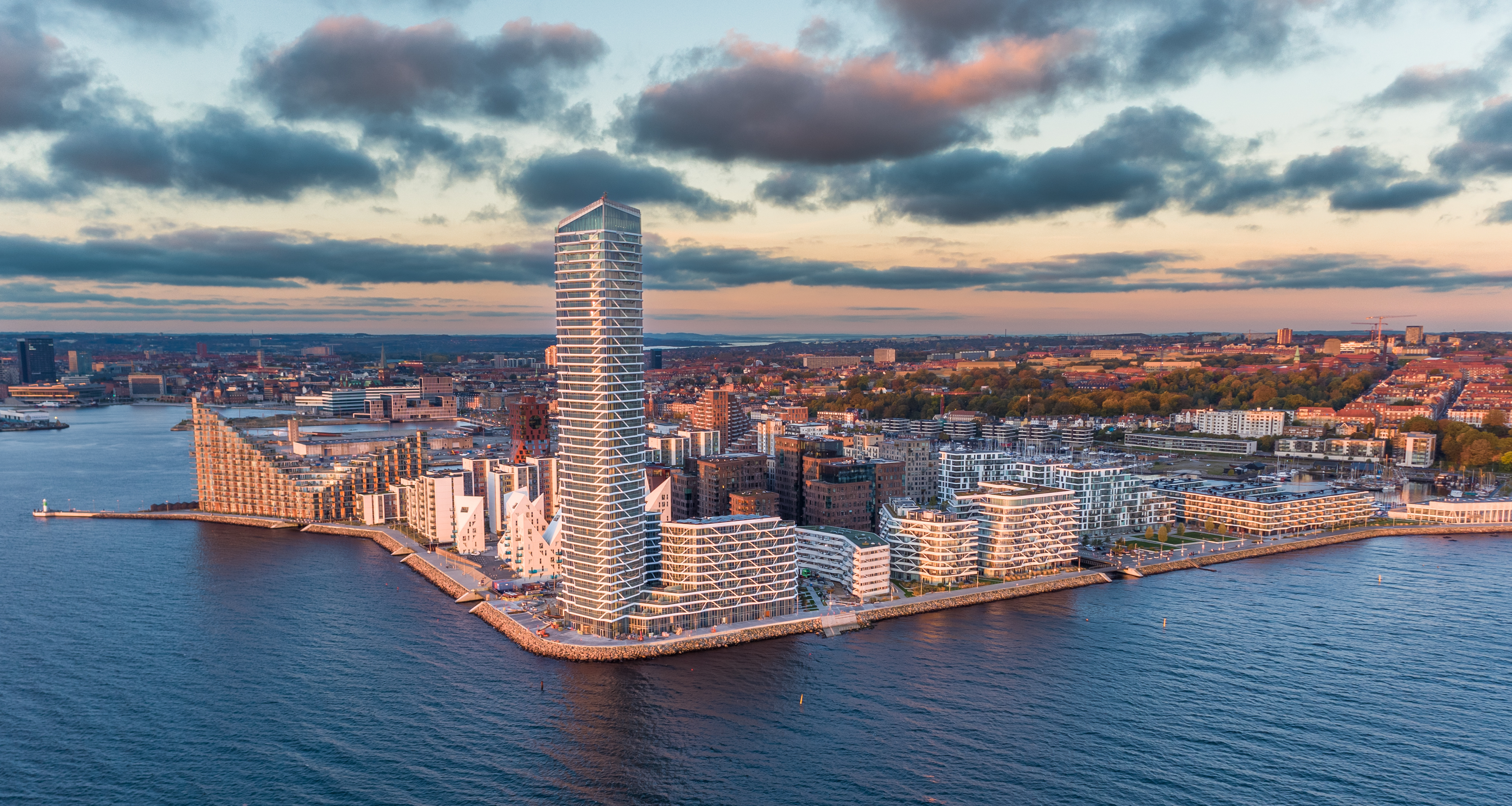
Lighthouse (142 m) i Århus

Lighthouse är en skyskrapa och ett byggprojekt med bostäder och företag, som uppförts i hamnfronten i Århus.  Byggnationen består av två etapper, där den första innehåller ett hotell och allmännyttiga bostäder och etapp två innehåller en höghusbyggnad på 142 meter till primärt ägarlägenheter. I etapp två ingick Danmarks högsta byggnad med utsiktsplan Aarhus Øje (plan 44). Höghuset blev färdigbyggt 2022.

## Historia
Ursprungligen var planen att bygga hela projektet samtidigt, men på grund av ekonomiska problem hos det isländska fastighetsbolaget Landic Property, som på den tiden var byggherren, ändrades 2008 projektets nuvarande modell på två etapper. Sedan dess har företaget gått i konkurs och Lighthouse-projektet såldes till det Köpenhamnsbaserade fastighetsbolaget NorCap A/S i oktober 2009.
NorCap står som byggherre till projektet men finansieringen kommer från externa investerare under den tyska banken Eurohypo. Det arbetades på att hitta flera investerare och en hotellkedja som hyresgäst i projektets första etapp. Hotellkedjan Comwell har tidigare skrivit under ett avtal om att övertaga hotellägarskapet, men de är inte längre bundna av avtalet med Landic Property på grund av förseningarna med byggprojektet. 

## Galleri

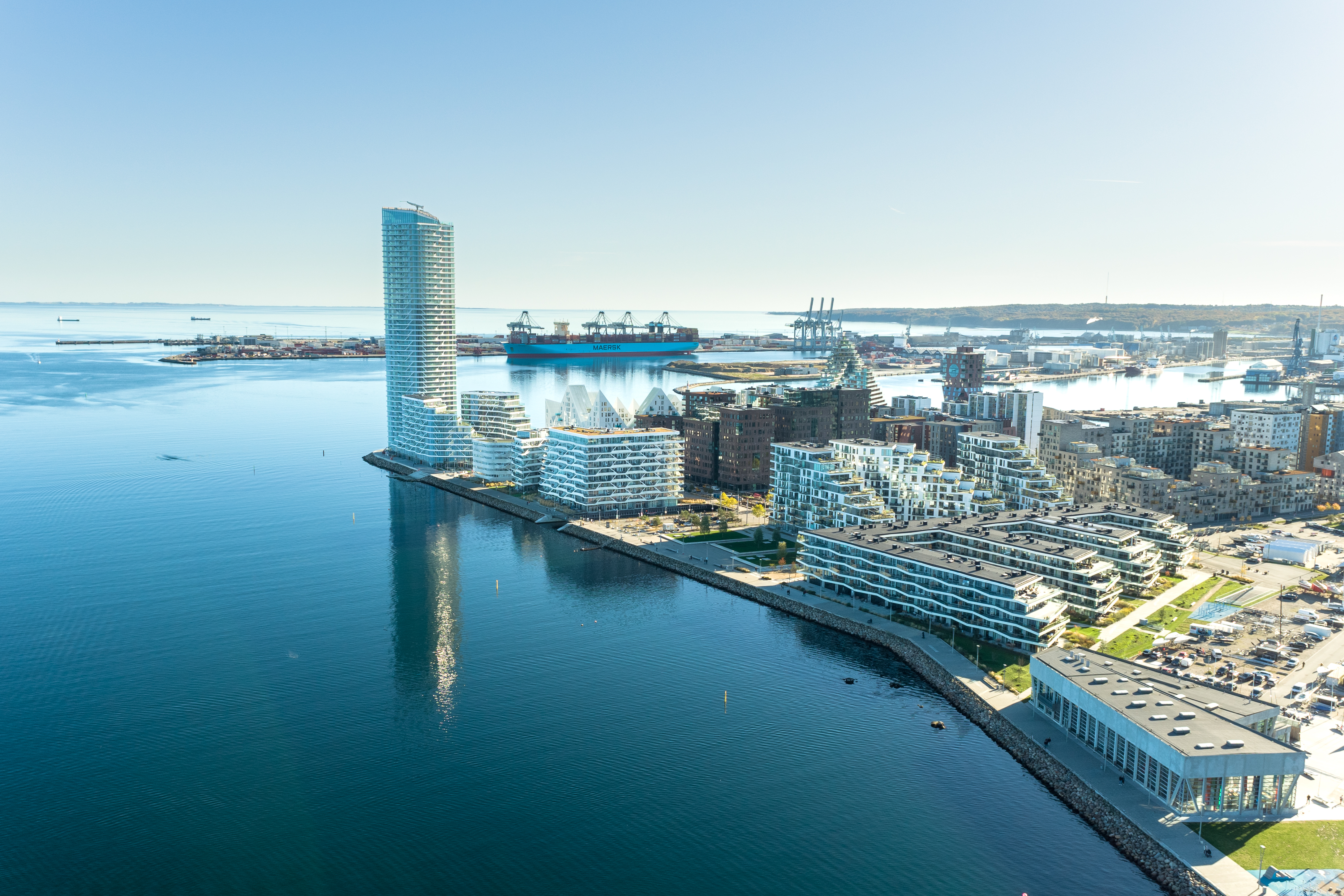
Lighthouse
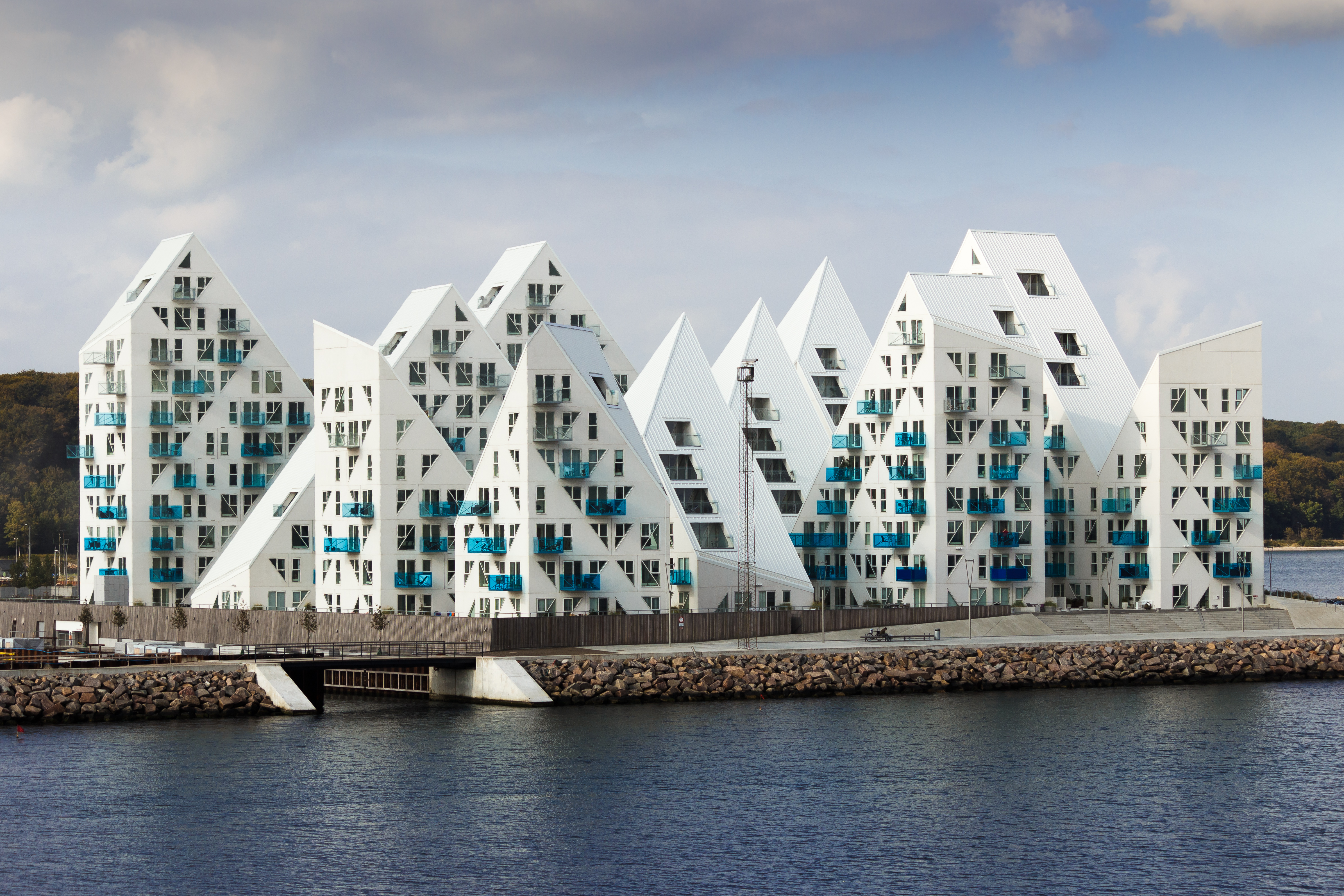
Isbjerget
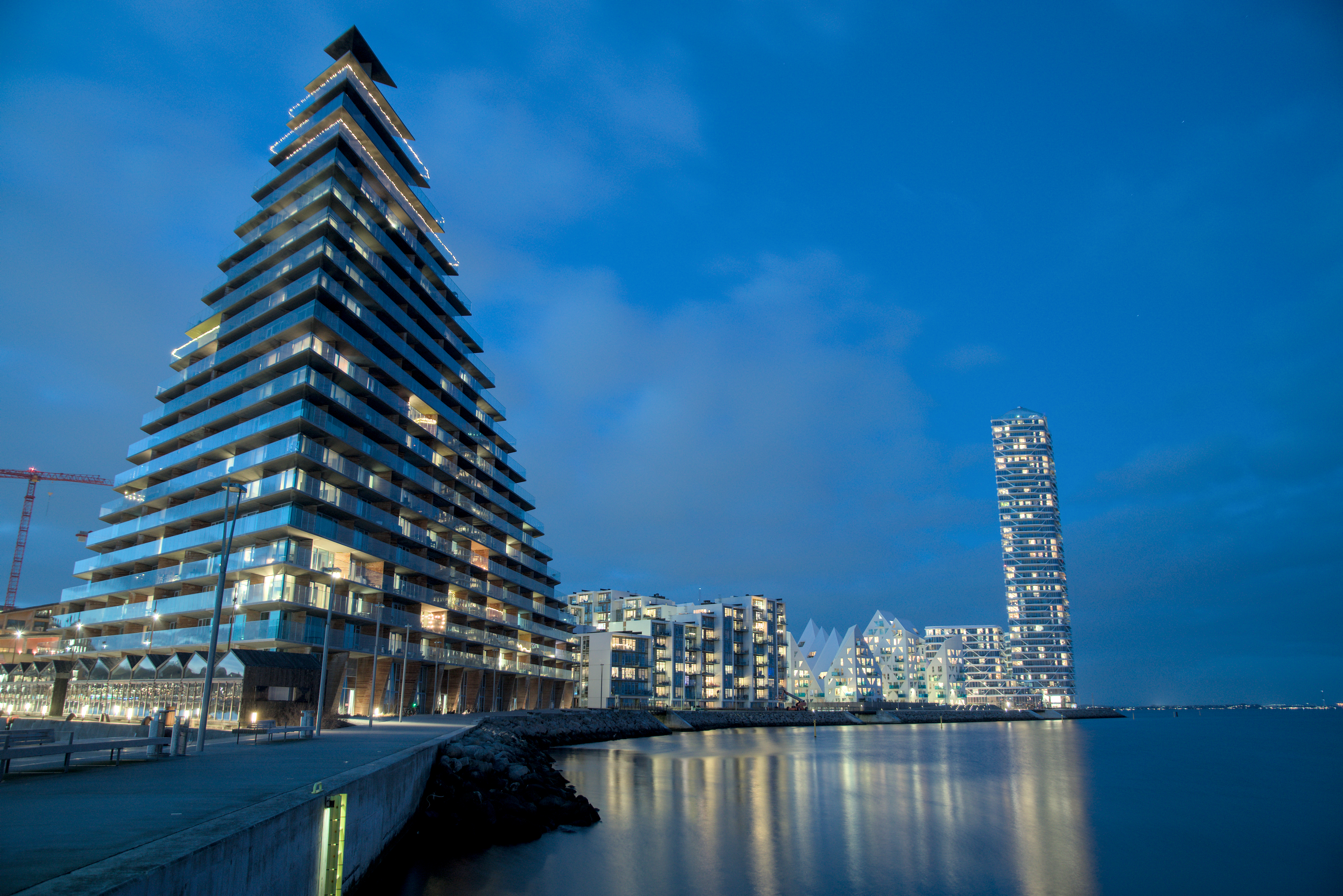